# Nicola Heierli
Nicola Heierli  (* 13. November 1997) ist ein Schweizer Unihockeyspieler, der beim UHC Pfannenstiel unter Vertrag steht.

## Karriere

### Verein
Heierli absolvierte seine ersten Schritte im Unihockey beim UHC Jump Dübendorf, ehe er in den Nachwuchs des UHC Uster wechselte. Er debütierte 2015 für den UHC Uster in der Nationalliga A.
2021 wechselte er in die 1. Liga zum UHC Pfannenstiel.

### Nationalmannschaft
2014 wurde Heierli erstmals in einem Länderspiel für die U19-Nationalmannschaft eingesetzt. Ein Jahr später nahm er mit ihr an der Weltmeisterschaft in Schweden teil und gewann Silber.